# Улица Тихомирнова (Казань)
Улица Тихомирнова — магистральная улица в историческом районе Суконная слобода Вахитовского района Казани.

## Расположение
Улица исходит из Щербаковского переулка и переходит в проспект Универсиады. Ориентирована с северо-запад на юго-восток.  Имеет длину около километра.

## История
Территория, ограниченная улицами Тихомирнова, Вишневского и Калинина, известна как Третья Гора, и заселялась с 1860-х годов. Согласно «Справочной книги города Казани» Ивана Иванова, изданной в 1894 и 1895 годах, большинство жителей этой территории были мещанами. На углу Третьей горы (улицы Калинина) и Тихомирнова ждали работы пильщики, рубщики дров.
Нормативным актом от 02.11.1927 года (без номера), улица была переименована в Тихомирнова. До этого улица называлась Большая. Названа в честь Тихомирнова Виктора Александровича (1889—1919), профессионального революционера и большевика, первого редактора казанской газеты «Рабочий».
До 2007 года проезжая часть улицы была грунтовой и начиналась от перекрёстка с улицей Туфана Минуллина (ранее улица Луковского). С 2009 года начаты работы по строительству проезжей части в сторону Щербаковского переулка. В 2011 году начали работы по радикальной реконструкции улицы, на участке по улице Тихомирнова — от улицы Туфана Миннуллина до улицы Пушкина, велись работы по выносу газопровода, теплотрассы, устройству основания дороги, а также устройству подпорной стены. Тогда же начаты работы по строительству двухуровневой дорожной развязки на перекрёстке с улицей Нурсултана Назарбаева. В 2012 году, для обеспечения строительства дороги, на 15 метров в сторону был перенесён дом святителя Иоасафа (Удалова). Движение открыто в 2013 году, где во время проведения Летней Универсиады 2013 были размечены специальные полосы для движения.
| Многоэтажная жилая застройка | Многоэтажная жилая застройка | Многоэтажная жилая застройка | Многоэтажная жилая застройка |
| № дома                       | Год постройки                | Количество этажей            | Примечания                   |
| ---------------------------- | ---------------------------- | ---------------------------- | ---------------------------- |
| 1                            | 2014                         | 10                           |                              |
| 7                            | 2005                         | 6, 9                         |                              |
| 11                           | 2009                         | 9                            |                              |
| 19                           | 2013                         | 10                           |                              |
| 31                           | 1871                         | 1-2                          |                              |